# Chlebice
Chlebice (niem. Wiesenthal, w latach 1948–1953 Niemaszchleba) – wieś w Polsce położona w województwie lubuskim, w powiecie żarskim, w gminie Tuplice.
W latach 1975–1998 miejscowość administracyjnie należała do województwa zielonogórskiego.